# Руське Село (Ряшів)
Руське Село (пол. Ruska Wieś) — колишнє село на Закерзонні, а тепер — міський округ у центральній частині міста Ряшів у Підкарпатському воєводстві Польщі.

## Історія
Село розташовувалося на західному Надсянні, яке після захоплення поляками Галичини зазнало інтенсивної латинізації та полонізації. За податковим реєстром 1589 р. в селі було 7 і 3/4 лану (коло 150 га) оброблюваної землі, млин, 2 загородники із земельною ділянкою та 2 без неї, 1 коморник без тяглової худоби.
Шематизм 1831 р. фіксує рештки українського населення села, які належали до греко-католицької парафії Залісє Каньчузького деканату Перемишльської єпархії. На той час унаслідок насильної асиміляції українці лівобережного Надсяння опинилися в меншості.
У 1858 р. через село прокладена Галицька залізниця імені Карла Людвіга і побудована в селі нинішня станція Ряшів з пасажирським вокзалом.
Відповідно до «Географічного словника Королівства Польського» в 1889 р. Руське Село знаходилось у Ряшівському повіті Королівства Галичини і Володимирії Австро-Угорщини, було 168 будинків і 1613 жителів, з них 1228 римо-католиків, 9 протестантів, 7 греко-католиків і 369 юдеїв.
У 1902 р. село було приєднано до міста Ряшів ухвалою крайового сейму Галичини.